# ویکتور مینیف
ویکتور مینیف (انگلیسی: Viktor Mineyev; ۱۹ ژوئن ۱۹۳۷ – ۲۲ ژوئیهٔ ۲۰۰۲) ورزشکار پنج‌گانه مدرن اهل اتحاد جماهیر شوروی سوسیالیستی بود.
وی در مسابقات کشوری و بین‌المللی در مجموع برندهٔ ۱ مدال طلا، ۳ مدال نقره شده‌است.